# Langer Berg (Naturschutzgebiet)
Das Naturschutzgebiet Langer Berg liegt im Landkreis Hildburghausen in Thüringen. Das Gebiet erstreckt sich westlich des Kernortes der Gemeinde Schweickershausen. Westlich und südwestlich des Gebietes verläuft die B 279 und unweit östlich die Kreisstraße K 503, am westlichen Rand des Gebietes verläuft die Landesgrenze zu Bayern.

## Bedeutung
Das 40,8 ha große Gebiet mit der Kennung 266 wurde im Jahr 1999 unter Naturschutz gestellt. 